# Heinrich Burger (Eiskunstläufer)
Heinrich Burger (* 31. Mai 1881 in München; † 27. April 1942 ebenda) war ein deutscher Eiskunstläufer, der im Einzellauf und im Paarlauf startete.
Er startete für den Münchener EV, für den er zuweilen auch in Eisschnelllauf-Wettkämpfen antrat. Von Beruf war Burger Rechtsanwalt.
Seine größten Erfolge feierte Burger als Paarläufer zusammen mit Anna Hübler. Bei den Olympischen Spielen 1908 in London gewann das Paar die erstmals im olympischen Programm befindliche Konkurrenz im Eiskunstlauf für Paare. Im selben Jahr wurden Burger und Hübler auch die ersten Paarlauf-Weltmeister der Geschichte und gewannen den WM-Titel erneut 1910. Europameisterschaften für Paare wurden erst 1930 eingeführt.
Burger war auch als Einzelläufer erfolgreich. In den Jahren 1904 bis 1907 gewann er drei deutsche Meistertitel und wurde zweimaliger Vizeweltmeister, 1904 hinter Ulrich Salchow und 1906 hinter seinem Landsmann Gilbert Fuchs.

## Ergebnisse

### Einzellauf
| Wettbewerb / Jahr        | 1904 | 1905 | 1906 | 1907 | 1908 |
| ------------------------ | ---- | ---- | ---- | ---- | ---- |
| Weltmeisterschaften      | 2.   |      | 2.   | 5.   | 3.   |
| Europameisterschaften    | Z    | 2.   |      |      |      |
| Deutsche Meisterschaften | 1.   |      | 1.   | 1.   |      |

- Z = Zurückgezogen (nach der Pflicht 5.)

### Paarlauf
(mit Anna Hübler)
| Wettbewerb / Jahr        | 1907 | 1908 | 1909 | 1910 |
| ------------------------ | ---- | ---- | ---- | ---- |
| Olympische Spiele        |      | 1.   |      |      |
| Weltmeisterschaften      |      | 1.   |      | 1.   |
| Deutsche Meisterschaften | 1.   |      | 1.   |      |